# Кормовая ценность топинамбура
Топинамбур, или земляная груша, или клубненосный подсолнечник, или волошская репа (лат. Heliánthus tuberósus) — ценная кормовая культура. Используется для кормления домашних и диких животных зелёной массой на пастбище, сеном и в виде силоса, а также клубнями.

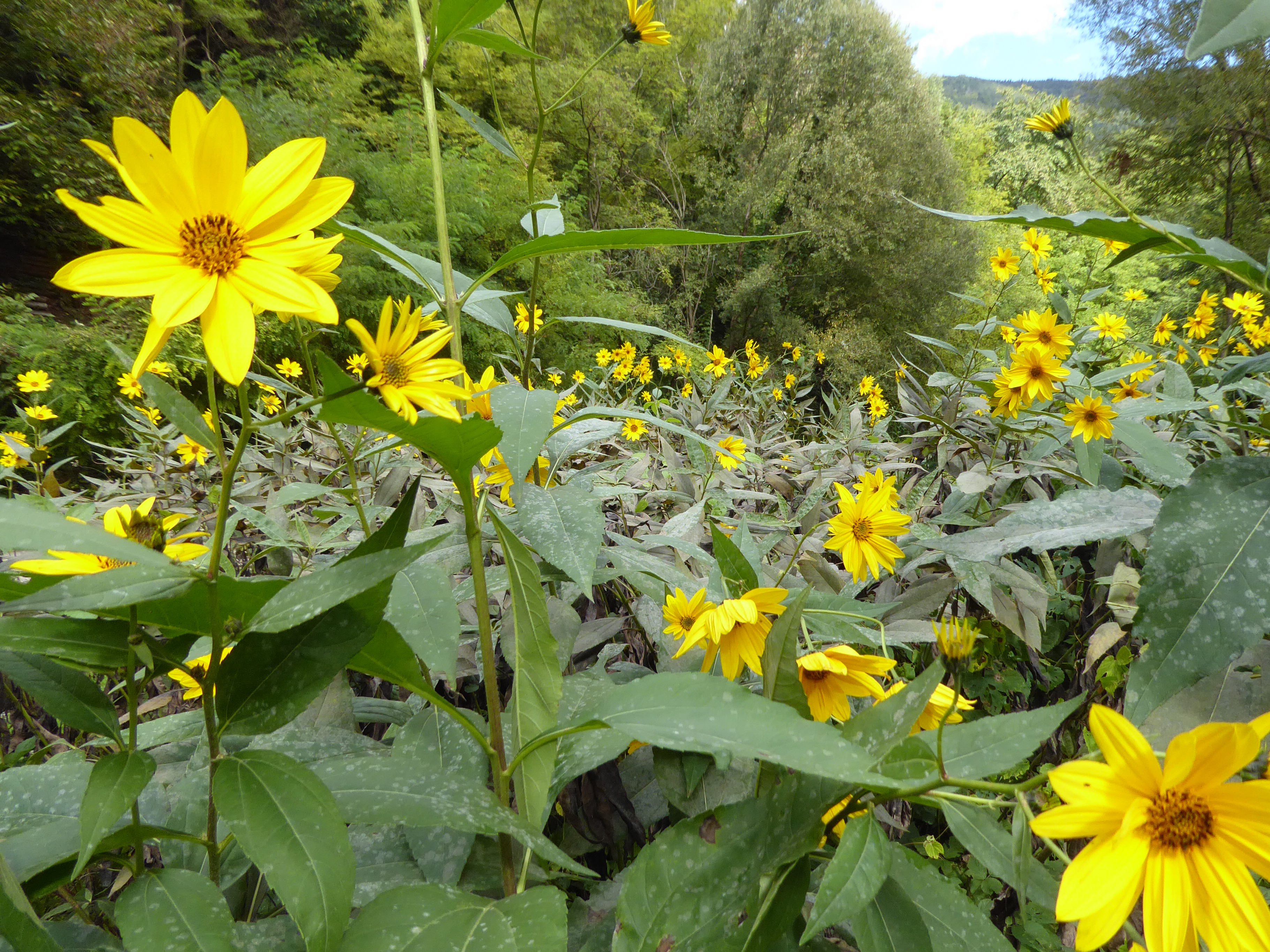
Травостой из топинамбура в Италии

## История культивирования
Родина топинамбура Северная Америка. Впервые начался возделываться за 2 тысячи лет до нашей эры. В Европу ввезён в начале XVII века, сначала во Францию, затем  Англию. Из Англии растение попало в Германию, а затем в другие страны Европы. В Россию попал в конце XVIII века, а на Северный Кавказ в середине XIX века. В культуре возделывается в США, Канаде, Австралии, Японии, Франции, Германии, Голландии и других странах. В России в Европейской части, на Кавказе, в Западной и Восточной Сибири, и на Дальнем Востоке.

## Силос
Силос поедается крупным рогатым скотом, овцами, козами, кроликами, птицей. Отмечено лучшее поедание, чем у силоса из подсолнечника. Обладает хорошей структурой и приятным вкусом, хорошо хранится. Перед скармливанием домашним животным требует периода приучения. Для первых скармливаний суточная масса для коров должна составлять не более 15—25 кг на голову, для лошадей 8 кг, свиней 2—3 кг, овец и коз 1,5—3 кг.
Благодаря высокому содержанию сахаров растение относится к легко силосуемым культурам. Силосовать можно надземную массу и клубни. Силос отличается высокими качествами. Накапливает около 1,5 % молочной кислоты, которая составляет не менее 50 % от общего количества кислот. В процессе силосования pH снижается до 3,9—4,2. Благодаря высокому содержанию сухих веществ в отличие от кукурузного силоса не бывает перекисленным. В нём сохраняется все питательные вещества и довольно много витаминов.
Коровам можно скармливать до 10 кг на 100 кг живого веса, откормочному скоту до 45 кг, а молодняку до 12 кг. Кормление силосом молочного скота повышает его молочную продуктивность и увеличивает живой вес.

### Химический состав
Содержание питательных веществ в силосе из зелёной массы: 1,8—2,1 % протеина, 0,4—0,6 % жира, 3,1—4,1 % клетчатки, 1,9—2,6 % золы, 8,9—11,5 % БЭВ. По содержанию питательных веществ масса сходна с зелёной массой подсолнечника. В 100 кг силоса содержится до 25 кормовых единиц и до 2 кг переваримого протеина. Коэффициент переваримости: протеина 55—71, жира 56—83, клетчатки 44—51, БЭВ 73—78, органических веществ 64—71. Переваримость питательных веществ силоса топинамбура несколько выше силоса из подсолнечника и кукурузы.
| Растение         | От абсолютного сухого вещества в % | От абсолютного сухого вещества в % | От абсолютного сухого вещества в % | От абсолютного сухого вещества в % | От абсолютного сухого вещества в % | От абсолютного сухого вещества в % |
| Растение         | Воды                               | Протеина                           | Жира                               | Клетчатки                          | Золы                               | БЭВ                                |
| ---------------- | ---------------------------------- | ---------------------------------- | ---------------------------------- | ---------------------------------- | ---------------------------------- | ---------------------------------- |
| Земляная груша   | 73,5                               | 2,6                                | 0,6                                | 6,3                                | 3,3                                | 12,7                               |
| Подсолнечник     | 76,3                               | 2,5                                | 1,1                                | 6,8                                | 2,8                                | 10,6                               |
| Кукуруза         | 73,6                               | 2,5                                | 1,0                                | 7,8                                | 2,7                                | 12,4                               |
| Кормовая капуста | 86,0                               | 2,3                                | 0,5                                | 2,3                                | 2,0                                | 6,9                                |

## Клубни

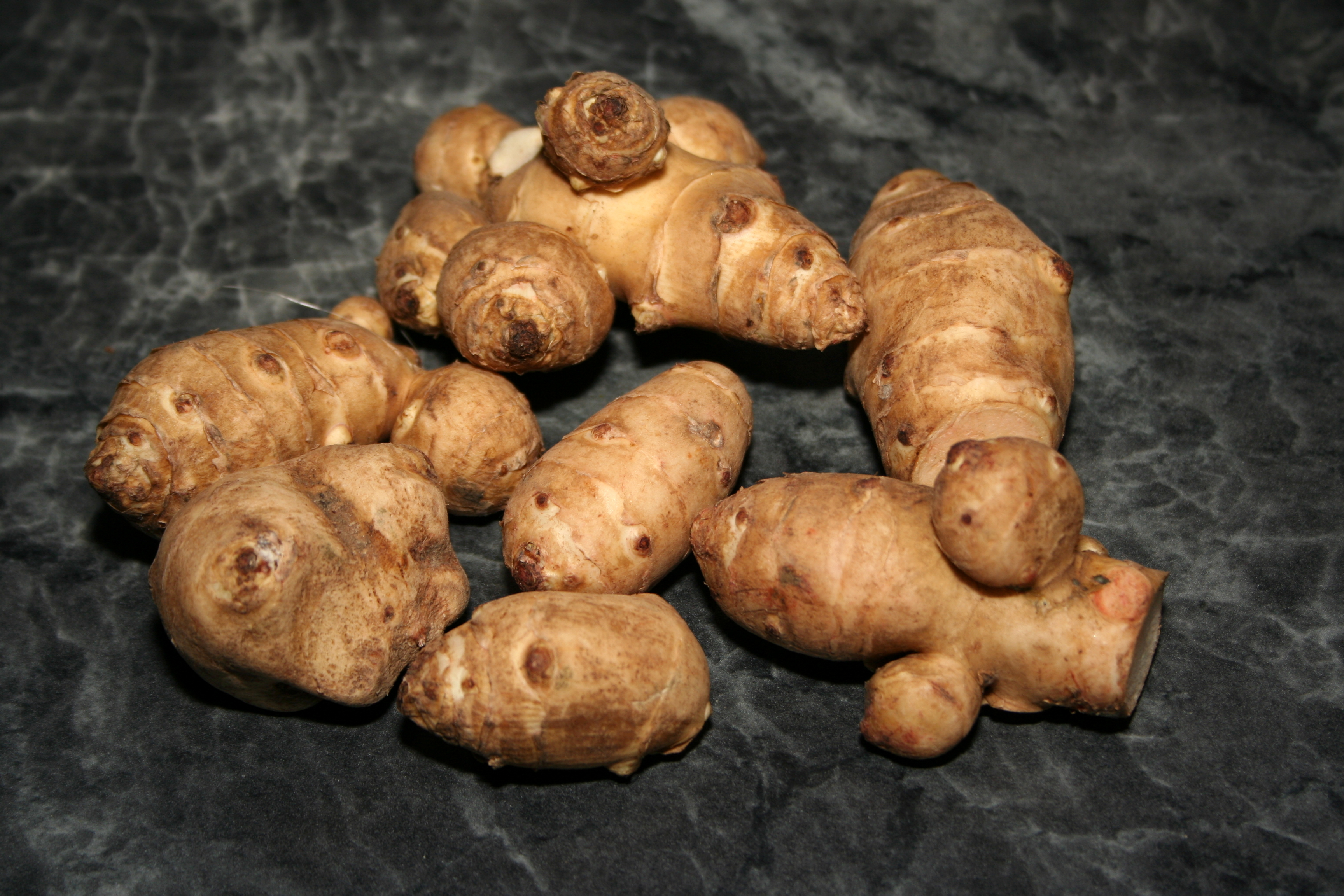
Клубни топинамбура

Клубни топинамбура хорошо поедаются крупным рогатым скотом, лошадьми, свиньями, козами, птицей, овцами, кроликами. Перед кормлением всем видам скота корм рекомендуется их измельчать и промывать. Птице клубни скармливают после тепловой обработки. Включение в рацион дойных коров 10—15 кг клубней на 5—6 день увеличивает удои молока на 4—5 кг в сутки. Кормление молодняка существенно повышает привесы животных. Рекомендуемая норма скармливания на голову: крупному рогатому скоту при откорме 20—30 кг, взрослым свиньям 5—8 кг, свиноматкам 4—6 кг, козам и овцам по 1—2 кг на голову.
Топинамбур незаменимая культура для свиноводства. Выпас свиней весной позволяет выключить из рациона другие виды кормов. Кормление поросят клубнями увеличивает на 20—30 % привесы, а при откорме взрослых особей улучшает качество сала. Для выпаса свиней на топинамбуре не требуется выкопка клубней. Клубни находящиеся на воздухе начинают пересыхать и их поедаемость падает. Несмотря на поедание большого количества клубней в почве остается достаточное их количество для восстановления пастбища.
Клубни используют для приготовления кормовых дрожжей. При среднем урожае 250 ц/га можно получить до 15 тонн дрожжевого белка — ценного продукты содержащего помимо белков витамины.

### Химический состав
По химическому составу клубни топинамбура сходны с картофелем. По содержанию протеина, сухого вещества топинамбур превосходит брюкву, кормовую и сахарную свеклу, турнепс, морковь. Однако, коэффициент переваримости протеина и клетчатки клубней ниже, чем у картофеля, брюквы, кормовой и сахарной свеклы.
| Растение        | В процентах | В процентах | В процентах | В процентах | В процентах | В процентах |
| Растение        | Воды        | Протеина    | Жира        | Клетчатки   | Золы        | БЭВ         |
| --------------- | ----------- | ----------- | ----------- | ----------- | ----------- | ----------- |
| Земляная груша  | 80,8        | 2,2         | 0,2         | 0,8         | 1,1         | 14,9        |
| Картофель       | 77,2        | 2,1         | 0,2         | 0,6         | 1,1         | 18,8        |
| Брюква          | 88,6        | 1,2         | 0,1         | 1,2         | 0,7         | 8,2         |
| Свекла кормовая | 87,3        | 1,3         | 0,1         | 0,9         | 0,9         | 9,2         |

Клубни и зелёная масса по аминокислотному составу белка являются биологически ценным кормом. По содержанию лизина, аргинина, гистидина, тирозина клубни уступают картофелю, но по содержанию валина превосходят в 1,5 раза.
По усреднённым данным клубни содержат: протеина 2,1 %, жира 0,3 %, клетчатки 3,6 %, БЭВ 16 %, золы 2,1 %. В 100 кг клубней 0,6—1,5 кг переваримого протеина и 22—29 кормовых единиц.
Клубни содержат 0,8—3,0 мг/кг рибофлавина, 10,7—27,1 мг/кг никотиновой кислоты, 1936—3100 мг/кг холина.

## Зелёная масса
Зелёная масса в молодом состоянии хорошо поедается молочным скотом, козами, овцами, лошадьми и кроликами. В более поздние фазы вегетации поедается удовлетворительно.
Скармливание коровам по 20 кг зелёной массы в сутки на 1 голову не выявило болезненных явлений. Подкормка ботвой увеличило средний суточный надой молока на 31 % по сравнению с коровами получающими только пастбищных корм. При длительном кормлении одной ботвой у животных появляется расстройство пищеварения и тимпанит. Скармливание большего количества ботвы рекомендуется производить постепенно, с обязательным включением в рацион других кормов. Кормление производят изрезанными листьями и стеблями.
Сено хорошо поедается крупным рогатым скотом и лошадьми. При суточном скармливании коровам 14,7 кг не съеденный остаток составлял 14,3 %. Большую часть остатка составляли стебли растения. При скармливании сена лошадям в количестве 8 кг на голову отмечено лучше поедание, чем у крупного рогатого скота. Не съеденными оставались около 6 % топинамбура. В целом остатки от кормления сеном сопоставимы с кормлением другими видами корма. В одном эксперименте при скармливании сена овца прибавила 2,2 кг, но в конце опыта заболела тимпанитом. Во избежания тимпанита сено из топинамбура не должно составлять больше половины от суточной нормы. Сено из ботвы топинамбура заготавливается редко из-за большой трудоемкости связанной с просушиванием, копнением, скирдованием и сохранением наиболее ценной части растения — листьев.
Проведён эксперимент по потреблению в качестве корма зайцами-русаками (Lepus europaeus) стеблей топинамбура, тимофеевки луговой (Phleum pratense), клеверного сена, черничника, лебеды, озимой ржи, разнотравья. Все виды растений были сложены в небольшие одинаковые снопы. В первую очередь зайцы поедали стебли топинамбура. Пока лежал топинамбур другие корма не трогались. Полностью поедались зелёные, почерневшие и пересушенные стебли.

### Химический состав
Надземная масса по содержанию кальция превосходит подсолнечник и горчицу. По фосфору приближается к подсолнечнику, но в два раза уступает горчице. На 1 кг зелёной массы приходится в среднем 5,7 грамм кальция и 0,47 грамм фосфора.
Зелёная масса содержит до 180 мг/кг каротина и до 900 мг/кг аскорбиновой кислоты, 1,0—2,4 мг/кг рибофлавина, 8,3 мг/кг никотиновой кислоты, 445—1460 мг/кг холина.

## Биологические особенности
Топинамбур растение короткого дня. Развитие при длинном световом дне и пониженных температурах задерживают образование клубней и генеративных органов, но усиливают накопление надземной массы. В целом растение не очень требовательно к интенсивности освещения, но при чрезмерном загущении снижаются урожаи зелёной массы и клубней.
Несмотря на южное происхождение топинамбур обладает высокой зимостойкостью и холодоустойчивостью. Весной всходы могут переносит заморозки до 5 °C, а осенью до 8 °C. Клубни не теряют жизнеспособность при понижениях температуры до 20 °C, а под снегом до 40 °C. Зимостойкость и холодоустойчивость у некоторых гибридов может быть выше. По многолетним наблюдениям в Коми АССР клубни гибрида топинабура тописолнечника фиолетового не отмечено не одного случая гибели клубней от морозов. В то время как клубни топинамбура в отдельные годы сильно повреждались морозами.

## Урожайность
Топинамбур — высокоурожайная культура. На урожайность клубней и зелёной массы влияет природная зона культивирования, уровень агротехники и сорта.
Внесение минеральных и органических удобрений способно увеличить урожай зелёной массы в 1,5—2 раза. Известкование подзолистых почв на 25 %.
| Регион                | Зелёная масса | Клубни |
| --------------------- | ------------- | ------ |
| Республика Коми       | 150—222       | 4—21   |
| Республика Карелия    | 334           | 6—10   |
| Ленинградская область | 200—764       | 8—60   |
| Нижегородская область | 220—400       | 63—71  |
| Московская область    | 250—1000      | 57—200 |
| Белоруссия            | 296           | 173    |

Топинамбур и его межвидовые гибриды в условиях северных областей дают урожаи силосной массы превосходящие урожаи многих других силосных культур. При выращивании гибрида топинамбура подсолнечника фиолетового в Архангельской, Пермской области, республике Коми и Карелии получены урожаи зелёной массы 350—600 ц/га, но при этом небольшие урожаи клубней — 60—90 ц/га.
С высокими урожаями топинамбур выносит из почвы большое количество питательных веществ. По одним данным на 100 кг сырой биомассы стеблей и клубней из почвы в среднем выносится 44 кг азота, 13 кг фосфора и 85 кг калия. По другим данным в 100 кг зелёной массы содержится 50 кг азота, 4 кг фосфора и 60 кг калия. При урожае зелёной массы 500—600 ц/га и клубней 150—200 ц/га вынос элементов питания составляет 1000 кг и более.
Зафиксированы случаи когда заложенные плантации топинамбура в течение 25—30 лет давали высокие урожаи зелёной массы.

## Сорта
Выльгортский — выведен в институте биологии Коми научного центра Уральского отделения РАН В. П. Мишуровым и Т. Б. Лапшиной. Вегетационный период длится 115—125 дней. Урожайность в условиях Республики Коми зелёной массы составила 347 ц/га, а клубней 107 ц/га. Устойчив к весенним заморозкам. Клубни хорошо переносят суровые зимы. Рекомендован для возделывания в Северном, Северо-Западной, Волго-Вятском регионах России.
Интерес — выведен на Майкопской опытной станции ВНИИР Н. М. Пасько. В условиях Краснодарского края в 1973 году урожайность клубней составила 381 ц/га, выше сорта Находка на 50 ц/га. Сорт требователен к влаге, но может переносить временную засуху. Жаростоек и холодоустойчив. Рекомендован для возделывания в южных районах России и СНГ.
Скороспелка — выведен в Московской сельскохозяйственной академией имени К. А. Темирязева совместно с Тульским НИИСХ. Средняя урожайность в 1962—1964 года составила 216 ц/га клубней и 256 ц/га зелёной массы. Вегетационный период от всходов до уборки на зелёную массу 100—120 дней. Зимостойкость удовлетворительная. Слабо реагирует на сокращение светового дня. В отдельные годы в условиях Центрально-Чернозёмного региона вызревают семена. Пригоден к механизированной уборке.

## Прочее
Топинамбур улучшает кормовую базу для диких зверей. Посевы посещаются среднеазиатскими кабанами (Sus scrofa nigripes), косулями, оленями, лосями (Alces), зайцами и другими животными. Создаёт лучшие условия для их разведения. Отмечено хорошее поедание листьев и верхушек стеблей в конце августа алтайским маралом (Cervus elaphus sibiricus). Клубни охотно поедаются обыкновенным фазаном (Phasianus colchicus) и кабанами. По наблюдениям в Кавказском заповеднике европейские зубры (Bison bonasus) посещают посаженные поля топинамбура для кабанов.

### Книги
- Агабабян Ш. М. Земляная груша // Кормовые растения сенокосов и пастбищ СССР : в 3 т. / под ред. И. В. Ларина. — М. ; Л. : Сельхозгиз, 1956. — Т. 3 : Двудольные (Гераниевые — Сложноцветные). Общие выводы и заключения. — С. 453–456. — 880 с. — 3000 экз.
- Вавилов П. П., Кондратьев А. А. Тописолнечник и земляная груша // Новые кормовые культуры. — М.: Россельхозиздат, 1975. — С. 248—278. — 633 с. — 33 000 экз.
- Капустин Н. И., Чухина О. В. Топинамбур // Новые кормовые культуры для северного и северо-западного регионов России. — Вологда-Молочное, 2004. — С. 60—69. — 175 с. — 500 экз. — ISBN 978—5—98076—176—9.
- Медведев П. Ф., Сметанникова А. И. Топинамбур // Кормовые растения европейской части СССР. — Л.: Колос, 1981. — С. 284—286. — 335 с. — 25 000 экз.
- Тен А. Г. Земляная груша // Кормопроизводство. — М.: Колос, 1982. — С. 91—96. — 463 с. — 30 000 экз.
- Томмэ М. Ф., Мартыненко Р. В. и др. Переваримость кормов. — М.: Колос, 1970. — С. 244—245, 248—249. — 463 с. — 15 000 экз.
- Соколов В. С., Медведев П. Ф., Марченко А. А. Силосные растения и их культура в нечернозёмной полосе. — М.: Издательство академии наук СССР, 1955. — С. 69—88. — 193 с. — 25 000 экз.

### Журналы
- Загородний Л. С. Топинамбур — дешевый корм для скота // Природа : журнал. — 1961. — № 1. — С. 89—90. — ISSN 0032-874X.